# Shin'ya Kumazaki
Shin'ya Kumazaki (熊崎 信也, Kumazaki Shin'ya) est un directeur japonais de jeux vidéo, concepteur de jeux, employé de HAL Laboratory et peintre, né le 21 mai 1979. Il est le directeur général actuel de la série Kirby et doubleur du Roi Dadidou.

## Biographie
Né dans la préfecture de Gifu en 1979, Kumazaki a étudié à l'Université des beaux-arts de Kanazawa et à l'Académie des beaux-arts de Suidobata.
Kumazaki a rejoint HAL Laboratory pour la première fois en 2002, où certains de ses premiers rôles comprenaient le débogage du jeu Kirby : Nightmare in Dream Land et le design de Kirby Air Ride (pour les niveaux) et Kirby : Le Pinceau du pouvoir (pour la bataille avec la boss finale Drawcia). Son premier jeu comme réalisateur est sorti en 2008 sous le nom de remake de Kirby's Fun Pak, Kirby Super Star Ultra sur Nintendo DS, où le jeu original a été encore étendu pour inclure plus quatre sous-jeux supplémentaires.
En 2010, il travaillait sur le logiciel intégré de la toute nouvelle console Nintendo 3DS lorsqu'il a été intégré à l'équipe de développement du jeu Kirby Wii alors inachevé ; sous sa supervision, l'équipe de développement a finalement réussi à incorporer des éléments des trois concepts inachevés du projet et le jeu est finalement sorti sous le nom de Kirby's Adventure Wii.
Depuis lors, Kumazaki a assumé le rôle de directeur, puis de directeur général de divers principaux jeux de plateforme Kirby, notamment la compilation du 20e anniversaire de Kirby's Dream Collection (2012), Kirby: Triple Deluxe (2014), Kirby: Planet Robobot (2016) et Kirby Star Allies (2018). De plus, il a travaillé sur les ébauches des BD coffrets des jeux de la série BoxBoy! depuis 2016 et est le doubleur du Roi Dadidou de la série Kirby, un rappel du rôle de Masahiro Sakurai en tant que doubleur du roi Dadidou dans Kirby 64: The Crystal Shards.
En tant que directeur général des jeux de la série Kirby, Kumazaki considère « les appareils, les cartes et les combats de boss difficiles » comme les éléments essentiels d'un jeu d'action de qualité. Kumazaki est également bien connu au sein du fandom de Kirby pour avoir incorporé des traditions (le plus notable étant les Anciens mentionnés pour la première fois dans Kirby's Adventure Wii par Magolor) et des histoires de divers personnages et unifié le canon de la série à travers les descriptions d'écran de pause de divers boss. et des entretiens.
Depuis 2021, Kumazaki fait également partie du conseil d'administration de HAL Laboratory.
Kumazaki possédait un chat de compagnie du nom de Tom ; il a échantillonné la voix de Tom pour la voix du boss final de Kirby: Planet Robobot (2016). Le chat est décédé en 2017, à l'âge de 17 ans.
Kumazaki gère également son propre blog personnel et un profil Instagram public. Pendant son temps libre, Kumazaki crée des peintures numériques d'art d'horreur cosmique, représentant généralement des sujets originaux avec des interprétations occasionnelles de patrons de Kirby.

## Œuvres
| Année | Titre                                | Les rôles)                                                             |
| ----- | ------------------------------------ | ---------------------------------------------------------------------- |
| 2002  | Kirby : Cauchemar au pays des rêves  | Débogage des communications                                            |
| 2003  | Kirby Air Ride                       | Designer                                                               |
| 2005  | Kirby : Le Pinceau du pouvoir        | Designer                                                               |
| 2006  | Otona no Joshiki Ryoku Training DS   | Remerciement spécial                                                   |
| 2008  | Kirby Super Star Ultra               | Directeur                                                              |
| 2011  | Kirby's Adventure Wii                | Réalisateur, doubleur (Roi Dadidou)                                    |
| 2012  | Kirby's Dream Collection             | Réalisateur (avec Tatsuya Kamiyama)                                    |
| 2014  | Kirby: Triple Deluxe                 | Réalisateur, doubleur (Roi Dadidou, Dadidou ombre)                     |
| 2014  | Kirby: Triple Deluxe                 | Réalisateur, doubleur (Roi Dadidou, Dadidou ombre)                     |
| 2014  | Dedede's Drum Dash Deluxe            | Réalisateur, doubleur (Roi Dadidou, Dadidou ombre)                     |
| 2015  | Kirby et le Pinceau arc-en-ciel      | Remerciement spécial                                                   |
| 2016  | BoxBoxBoy!                           | Coffret BD - brouillons                                                |
| 2016  | Kirby: Planet Robobot                | Directeur général, doubleur (Clones Dadidou)                           |
| 2017  | Bye-Bye BoxBoy!                      | Coffret BD - brouillons                                                |
| 2017  | Team Kirby Clash Deluxe              | Directeur général, doubleur (Roi D-Mind)                               |
| 2017  | Kirby's Blowout Blast                | Directeur général, doubleur (Roi Dadidou)                              |
| 2017  | Kirby Battle Royale                  | Directeur général, doubleur (Roi Dadidou)                              |
| 2018  | Kirby Star Allies                    | Directeur général, doubleur (Roi Dadidou, Void Termina)                |
| 2019  | Kirby : Au fil de la grande aventure | Superviseur de personnages                                             |
| 2019  | BoxBoy! + BoxGirl!                   | Coffret BD - brouillons                                                |
| 2019  | Super Kirby Clash                    | Directeur général, doubleur (Roi D-Mind), paroles de fin de chanson    |
| 2020  | Kirby Fighters 2                     | Directeur général, doubleur (Roi Dadidou)                              |
| 2022  | Kirby et le monde oublié             | Directeur général, doubleur (Roi Dadidou), paroles de la chanson thème |
| 2022  | Kirby's Dream Buffet                 | Directeur général                                                      |
| 2023  | Kirby's Return to Dream Land Deluxe  | Directeur général, doubleur (Roi Dadidou)                              |